# Nota Sports and Racing Cars
Nota Sports and Racing Cars, zuvor Nota Engineering Company, ist ein australischer Automobilhersteller in Dural (New South Wales). Die Firma wurde 1952 von Guy Buckingham gegründet und war zunächst in Parramatta ansässig.

## Geschichte
Buckingham war Flugzeugingenieur und nutzte seine Fähigkeiten, um Sportwagen mit Gitterrahmen zu bauen, vermutlich die ersten Autos mit dieser Rahmenbauart in Australien. 1958 stellte die Firma eine Serie rundum mit Aluminium verkleideter, aerodynamisch geformter Sportwagen her. Zuerst hießen diese Autos Streamliner, später Mazengarb. Bis 1960 entstanden elf dieser Fahrzeuge. Ende der 1950er-Jahre stellte die Firma auch Rennwagen für die Formel Junior her. 1963 begann man mit dem Bau von Sportwagen auf Basis des Mini. Ab 1964 wurde der Sapphire gebaut. 1965 startete die Fertigung von Rennwagen für die Formel V. Der Sportsman, ein Lotus-7-Klon, erschien in den 1960er Jahren. 1968 kam der Fang, das erfolgreichste Modell, von dem über 100 Stück gebaut wurden. 1973 begann Nota mit dem Bau der Serie Marauder. Die Mechanik des Marauder entsprach zunächst der des Fang, aber 1974 kam der Levanti mit Frontmotor heraus. 1975 endete die Lieferung von 1275-GT-Motoren durch Leyland und so wandte sich Nota an Fiat. Die Modelle Marauder und Fang wurden seit dieser Zeit mit 2,0-l-Doppelnockenwellen-Motoren von Lancia ausgeliefert.
Ende der 1970er Jahre brachte Nota einen Marauder mit Allradantrieb und mit V8-Motor mit 5752 cm³ Hubraum von Ford heraus, aber in den 1980er-Jahren stoppte Ford die Lieferung dieser Motoren nach Australien. Nach einer Englandreise bildete Buckingham ein Team, das einen Fang mit 3,0-l-V6-Formel-1-Motor mit vier Nockenwellen konstruierte, der, wie der vergleichbare Chimera, voll verkleidet war. 2003 erschien der Le Mans, der von einem 1,3-l-Reihenvierzylindermotor aus dem Suzuki GTi oder einem 1,1-l-Motor aus einem Suzuki-Motorrad angetrieben wurde. Für den Einsatz auf der Straße konnte der Wagen auch mit einem 1,8-l-Motor von Toyota mit Sechsganggetriebe oder einem 3,0-l-V6-Motor mit vier Nockenwellen ausgestattet werden.

## Modelle

### Historische Modelle
- Nota FJ (Formel Junior)
- Nota Major
- Nota Sapphire
- Nota Fang

### Derzeitige Modelle
- Nota Le Mans
- Nota F1
- Nota Fang
- Nota Sportsman
- Nota Chimera